# Asplenia
La asplenia es la ausencia de bazo. Puede ser de origen congénito o por causas sobrevenidas, por ejemplo por una extirpación quirúrgica, y predispone a contraer infecciones fulminantes por bacterias. El mal funcionamiento de este órgano se conoce como hiposplenia.

## Causas
La asplenia congénita es una condición rara que puede ser causada por dos tipos de trastornos genéticos: síndrome de heterotaxia y asplenia congénita aislada. En los casos de asplenia adquirida por esplenectomía, las causas pueden ser: traumatismo esplénico, púrpura trombocitopénica idiopática, talasemia, hiperesplenismo, entre otras. En la asplenia funcional (o hiposplenia), la función reducida del bazo puede ser ocasionada por enfermedades como la anemia de células falciformes. Dadas las funciones inmunológicas del bazo, se han realizado esfuerzos para preservar partes y funciones del órgano, cuando hay lesión del mismo.

## Infecciones
La asplenia es una condición que incrementa el riesgo de sepsis por bacterias encapsuladas, en particular: Streptococcus pneumoniae, Haemophilus influenzae y Neisseria meningitidis. El síndrome de infección grave tras esplenectomía es una complicación que presenta fiebre, malestar general, cefalea, vómitos, diarrea y dolor abdominal. En poco tiempo puede progresar a un choque séptico acompañado de hipotensión, anuria y coagulación intravascular diseminada. Pese a los tratamientos, tiene una alta mortalidad. En comparación con niños sanos, los niños con asplenia tienen un riesgo 350 veces más grande de padecer septicemia.
Para minimizar los riesgos asociados con la esplenectomía, se han establecido protocolos de vacunación y antimicrobianos. Se debe educar a los pacientes y sus familiares sobre el riesgo de infecciones y la necesidad de consulta en caso de fiebre «o deterioro del estado general». En estos últimos casos se recomienda iniciar un «tratamiento antimicrobiano precoz» para evitar el desarrollo de una infección grave, por ejemplo: «amoxicilina de inicio inmediato frente a cualquier enfermedad febril» o cefalosporinas de tercera generación. Igualmente se recomienda profilaxis en menores hasta los cinco años de edad y «al menos un año después de haber sido esplenectomizados quirúrgicamente», con antimicrobianos como fenoximetilpenicilina oral.
A los pacientes adultos con asplenia se les recomiendo tomar las siguientes vacunas:
- Vacuna contra la influenza cada año.
- Vacuna DPTa.
- Si no hubo vacunación previa, se debe aplicar la vacuna anti-Haemophilus influenzae tipo b.
- Vacuna contra neumococo.
- Vacuna contra meningococo.
- Vacuna contra el herpes zóster en mayores de 60 años.
- Vacuna contra el virus del papiloma humano en hombres mayores de 21 años o mujeres mayores de 26.
- Vacuna triple viral.
- Vacuna contra la varicela.

Mientras que en niños se recomienda:
- Vacuna contra meningococo, dependiendo de la edad: con la vacuna pentavalente o con uso de esquemas mixtos con la vacuna conjugada heptavalente y la vacuna de 23 polisacáridos.
- Si no hubo vacunación previa, se debe aplicar la vacuna anti-Haemophilus influenzae tipo b.
- Vacuna conjugada tetravalente contra Neisseria meningitidis.
- Vacuna contra la influenza cada año.

## Medidas adicionales
Se necesita un adecuado tratamiento antimicrobiano ante la mordida de animales. Los pacientes con asplenia son particularmente susceptibles a infección por Capnocytophaga canimorsus, por lo que deben recibir un tratamiento de cinco días de amoxicilina/clavulanato (eritromicina en pacientes alérgicos a la penicilina). Además, si el paciente estuvo expuesto, debe alertarse del riesgo por picaduras de garrapata (ante la posibilidad de adquirir babesiosis).
Se debería portar una identificación que informe sobre su condición y alerte a los profesionales de la salud sobre su riesgo a infecciones. Y en caso de viaje, al paciente se le podría recomendar: llevar antibióticos, aplicarse vacunas, evitar áreas con presencia de malaria y utilizar repelente de mosquitos.